# Alheira
Alheira ist ein Ort und eine ehemalige Gemeinde (Freguesia) im nordportugiesischen Kreis Barcelos. Die Gemeinde hatte 1074 Einwohner (Stand 30. Juni 2011).
Im Zuge der Gebietsreform am 29. September 2013 wurden die Gemeinden Alheira und Igreja Nova zur neuen Gemeinde União das Freguesias de Alheira e Igreja Nova zusammengefasst. Alheira ist Sitz dieser neu gebildeten Gemeinde.